# Drassodes lyriger
Drassodes lyriger är en spindelart som beskrevs av Simon 1909. Drassodes lyriger ingår i släktet Drassodes och familjen plattbuksspindlar.
Artens utbredningsområde är Etiopien. Inga underarter finns listade i Catalogue of Life.